# Powiat Anhalt-Bitterfeld
Powiat Anhalt-Bitterfeld (niem. Landkreis Anhalt-Bitterfeld) – powiat w niemieckim kraju związkowym Saksonia-Anhalt. Powstał 1 lipca 2007 z połączenia powiatów Bitterfeld, Köthen i częściowo Anhalt-Zerbst. Siedzibą powiatu jest miasto Köthen (Anhalt).

## Wybory
Wybory do Kreistagu w 2007 r.
| CDU | Die Linke | SPD | FDP | Zieloni | NPD | IFW1 | PRO WOLFEN | WKA² | WLS³ | Razem     |
| --- | --------- | --- | --- | ------- | --- | ---- | ---------- | ---- | ---- | --------- |
| 16  | 11        | 11  | 4   | 2       | 2   | 2    | 1          | 1    | 4    | 54 miejsc |

1 Inicjatywa dla Wolfen

2 Związek Wyborców Kommunal-Aktiv

3 Lista Wyborcza Sport Powiatu Bitterfeld

## Podział administracyjny
Powiat Anhalt-Bitterfeld składa się z:
- 8 miast
- 2 samodzielnych gmin (niem. Einheitsgemeinde)

Miasta
| Lp. | Nazwa miasta       | Ludność (31.12.2011) | Powierzchnia [km²] |
| --- | ------------------ | -------------------- | ------------------ |
| 1   | Aken (Elbe)        | 8.202                | 59,91              |
| 2   | Bitterfeld-Wolfen  | 44.343               | 87,31              |
| 3   | Köthen (Anhalt)    | 27.861               | 78,42              |
| 4   | Raguhn-Jeßnitz     | 9.841                | 97,09              |
| 5   | Sandersdorf-Brehna | 15.298               | 81,77              |
| 6   | Südliches Anhalt   | 14.662               | 191,60             |
| 7   | Zerbst/Anhalt      | 22.920               | 467,65             |
| 8   | Zörbig             | 9.715                | 113,51             |

Gminy samodzielne
| Lp. | Nazwa gminy          | Ludność (31.12.2011) | Powierzchnia [km²] |
| --- | -------------------- | -------------------- | ------------------ |
| 1   | Muldestausee         | 12.252               | 136,82             |
| 2   | Osternienburger Land | 9.300                | 138,70             |

## Reformy administracyjne
1 marca 2009 gminę Schortewitz wcielono do miasta Zörbig. 1 czerwca 2009 do miasta Sandersdorf przyłączono gminy Glebitzsch, Petersroda i Roitzsch oraz miasto Brehna, jednocześnie powiększone miasto zmieniło nazwę na Sandersdorf-Brehna. 1 września 2009 gminę Bobbau przyłączono do Bitterfeld-Wolfen. Następna, największa reforma nastąpiła 1 stycznia 2010, w jej wyniku zlikwidowano wszystkie wspólnoty administracyjne a liczba gmin z 82 spadła do 13. Dnia 1 września 2010 jedno miasto i dwie gminy przyłączono do miasta Südliches Anhalt i tym samym liczba gmina spadła do 10.
- 14 gmin wspólnoty administracyjnej Osternienburg (Chörau, Diebzig, Dornbock, Drosa, Elsnigk, Großpaschleben, Kleinpaschleben, Libbesdorf, Micheln, Osternienburg, Reppichau, Trinum, Wulfen i Zabitz) połączono w gminę Osternienburger Land
- 21 gmin wspólnoty administracyjnej Elbe-Ehle-Nuthe (Bornum, Buhlendorf, Deetz, Dobritz, Gehrden, Gödnitz, Grimme, Güterglück, Hohenlepte, Jütrichau, Leps, Lindau, Moritz, Nedlitz, Nutha, Polenzko, Reuden/Anhalt, Steutz, Straguth, Walternienburg i Zernitz) przyłączono do miasta Zerbst/Anhalt
- 19 spośród 22 gmin wspólnoty administracyjnej Südliches Anhalt (Edderitz, Fraßdorf, Glauzig, Großbadegast, Hinsdorf, Libehna, Maasdorf, Meilendorf, Prosigk, Quellendorf, Radegast, Reupzig, Riesdorf, Scheuder, Trebbichau an der Fuhne, Weißandt-Gölzau, Wieskau i Zehbitz) stworzyło miasto Südliches Anhalt; dnia 1 września 2010 przyłączono miasto Gröbzig oraz gminy Görzig i Piethen
- 10 gmin wspólnoty administracyjnej Muldestausee-Schmerzbach (Burgkemnitz, Gossa, Gröbern, Krina, Muldenstein, Plodda, Pouch, Rösa, Schlaitz i Schwemsal) oraz Friedersdorf i Mühlbeck ze wspólnoty administracyjnej Bitterfeld-Wolfen stworzyły gminę Muldestausee
- 8 gmin wspólnoty administracyjnej Raguhn (Altjeßnitz, Jeßnitz (Anhalt), Marke (Anhalt), Rsguhn, Retzau, Schierau, Thurland i Tornau vor der Heide) utworzyły miasto Raguhn-Jeßnitz